# Julia Bacha
Julia Bacha (Rio de Janeiro, 17 de novembro de 1980) é uma documentarista brasileira. 

## Biografia
Filha de Andrea de Lima Gouvêa Vieira e Edmar Lisboa Bacha, Julia nasceu no Rio de Janeiro. Aos 17 anos,  mudou-se para os Estados Unidos.
Em 1998, ingressou na Columbia University, em Nova York, onde  estudou Política e História do Oriente Médio. Foi premiada pela Phi Beta Kappa Society, ao se graduar.
Escreveu ou dirigiu vários documentários sobre o conflito israelo-palestino e sobre o Irã. Seus filmes têm sido exibidos, com sucesso em vários festivais internacionais.   
Em 2004, escreveu, com a diretora Jehane Noujaim, e editou  Control Room, um aclamado documentário sobre Al Jazeera. Por esse trabalho, Julia Bacha foi indicada para o Writers Guild of America Awards 2005. Dois anos mais tarde, dirigiu, com a cineasta israelense Ronit Avni, o  documentário Encounter Point, incluído na seleção oficial do  Festival de TriBeCa, do Hot Docs Canadian International Documentary Festival, do Festival de Cinema de Jerusalém, dos festivais internacionais de cinema de Vancouver e de San Francisco, no qual recebeu o prêmio do público para o Melhor Documentário . Mais recentemente, Bacha dirigiu  Budrus (2009), exibido no 60º Festival de Berlim.

## Filmografia
- Control Room (2004) - Co-roteirista e editora
- Encounter Point (2006) - Co-diretora
- Budrus (2009) - Diretora